# Gnamptogenys relicta
Gnamptogenys relicta is een mierensoort uit de onderfamilie van de Ectatomminae. De wetenschappelijke naam van de soort is voor het eerst geldig gepubliceerd in 1916 door Mann.